# Kuru (commune)
Pour les articles homonymes, voir Kuru.
Kuru est une ancienne municipalité du centre-ouest de la Finlande. Elle se situe dans la région du Pirkanmaa. Kuru a été absorbée par la municipalité voisine d'Ylöjärvi le 1er janvier 2009.

## Géographie
Bien que proche de l'agglomération de Tampere (à peine 50 km), Kuru est une zone particulièrement sauvage et dépeuplée. La forêt occupe pas moins de 77 % des terres émergées, un pourcentage comparable à des communes de l'Est sauvage. Les lacs sont également omniprésents, à commencer par le grand Näsijärvi. Le nord et l'ouest de la commune sont accidentés et pratiquement dépeuplés. On y trouve le parc national de Seitseminen.
Plusieurs carrières exploitent un granite gris de très bonne qualité.
Les communes voisines étaient Tampere au sud-est, Ylöjärvi au sud, Viljakkala au sud-ouest, Ikaalinen à l'ouest, Parkano et Kihniö au nord-ouest, Virrat au nord et Ruovesi à l'est.